# Aquilomyces
Aquilomyces is een geslacht van schimmels behorend tot de familie Lentitheciaceae. De typesoort is Aquilomyces patris.

## Soorten
Volgens Index Fungorum telt het geslacht drie soorten (peildatum april 2022):
| Soortnaam               | Auteur(s)                                 | Publicatiejaar |
| ----------------------- | ----------------------------------------- | -------------- |
| Aquilomyces metrosideri | Crous                                     | 2021           |
| Aquilomyces patris      | D.G. Knapp, Kovács, J.Z. Groenew. & Crous | 2015           |
| Aquilomyces rebunensis  | Kaz. Tanaka & K. Hiray.                   | 2015           |